# 마티아스 (신성 로마 황제)
마티아스(독일어: Matthias, 체코어: Matyáš 마티아시[*], 헝가리어: Mátyás 마차시[*], 슬로바키아어: Matej 마테이, 크로아티아어: Matija 마티야, 1557년 2월 24일 ~ 1619년 3월 20일)는 신성 로마 제국의 황제이자 헝가리와 크로아티아의 왕, 보헤미아의 왕, 오스트리아의 대공이다. 보헤미아의 국왕 마티아시(체코어: Matyáš), 헝가리와 크로아티아의 국왕 마차시 2세(헝가리어: II. Mátyás, 슬로바키아어: Matej II. 마테이 2세, 크로아티아어: Matija II. 마티야 2세)에 해당한다.

## 어린 시절
마티아스는 신성 로마 제국의 황제인 막시밀리안 2세와 신성 로마 제국 황제 카를 5세의 딸인 스페인의 마리아 사이의 아들로 1557년 2월 24일 빈에서 태어났다. 외교관 오지에 기셀린 드 뷔스베크에 의해서 교육받은 그는 1577년 아버지 막시밀리안 2세의 죽음 직후 네덜란드 총독으로 임명을 제안받았다. 총독으로의 임명은 외숙부였던 펠리페 2세와의 불화와도 연관이 있기는 하였지만, 마티아스는 제안을 승낙하여 1578년 1월 브뤼셀에 도착하였다. 당시는 스페인에 대항하는 네덜란드의 오랜 독립 투쟁이 한창이었다. 그러나 그는 네덜란드 사태 해결에 도움이 되지 못하였으며 3년 뒤인 1581년 10월 독일로 되돌아왔다.

## 세력의 확대
1593년에는 그의 큰 형인 신성 로마 제국 황제 루돌프 2세로부터 오스트리아의 총독으로 임명받았다. 2년 후 작은 형인 오스트리아 대공 에른스트가 1595년 사망하자 당시 결혼하지 않았던 루돌프 2세의 동생 중 가장 나이가 많은 형제로서 주목받았다. 오스트리아의 총독으로서 마티아스는 개신교도들의 탄압 정책을 고수하였다. 이와 동시에 루돌프 2세의 대표로서 제국 의회에 참여하기도 하였으며 오스만 제국과의 전쟁에도 참여하였다. 당시 합스부르크 왕가내에서 신성 로마 제국 황제위에 대한 갈등이 심해지고 있었으나, 마티아스가 후계자로서 가장 유력한 상태였다. 1605년 5월에는 반란이 일어나고 있던 헝가리 통제 권한을 넘겨받았다. 1606년 4월에는 합스부르크 왕가로부터 가문의 우두머리로서 인정받게 되었고 이와 동시에 마티아스는 황제위의 계승자임을 인정받게 되었다. 같은 해 6월 반란을 일으킨 헝가리인들과 빈 협약을 체결함으로써 오스만 제국과의 경쟁에 좀 더 우월한 위치에 있을 수 있게 되었고 11월에는 오스만 제국과의 평화협정을 채결하였다.
황제이자 마티아스의 형인 루돌프 2세는 오스만 제국과의 평화협정에 반대하였으나, 헝가리인들의 지지를 받고 있는 마티아스는 루돌프 2세를 압박하였고 결국 루돌프 2세는 1608년 헝가리의 왕위와 모라바 변경백, 오스트리아 대공위를 마티아스에게 넘겼다. 헝가리의 왕이 된 마티아스는 오스트리아의 주민들에게 종교적 자유를 주었다. 마티아스와 루돌프 2세는 1610년 공식적으로 화합하였지만 그 직후 보헤미아에서 발생한 사태로 인하여 이 화의는 깨져버리고 말았다. 보헤미아인들은 황제의 군대가 보헤미아를 약탈하자 황제에 대한 불만이 매우 커졌고 1611년에는 마티아스를 보헤미아의 왕으로 추대하였다. 그러나 루돌프 2세는 독일 왕(공식적으로는 로마 왕) 선거에서 마티아스가 추대되는 것을 막는 데에 성공하였다. 그럼에도 불구하고 1612년 1월 루돌프 2세가 사망하자 이미 헝가리와 보헤미아의 왕이었던 마티아스는 합스부르크 왕가의 지지도 받고 있었고, 그해 6월 교회의 선제후들은 그의 동생인 알베르트 대공을 선호하였음에도 불구하고 마티아스는 신성 로마 제국의 황제로 선출되었다.

## 신성 로마 제국 황제
마티아스가 황제위에 오르는 데는 성공하였지만 그의 제위 기간은 독일에서의 종교적 갈등으로 얼룩졌다. 마티아스의 건강이 나빠지면서 그는 점점 무력해져갔고 결국에는 멜히오르 클레즐에게 전적으로 의지하게 되었다. 클레즐의 제안으로 인해 마티아스는 종교적으로 좀 더 온건한 태도를 취하고 종교 집단과의 마찰을 피하게 되었으나 1613년 레겐스부르크에서의 제국 의회에서의 분쟁으로 인하여 이러한 행동은 전혀 효과가 없음이 드러났다. 이러한 상황에서 마티아스의 동생인 막시밀리안 대공과 이후 황제가 되는 마티아스의 사촌 페르디난트 2세가 이끄는 일파는 클레즐의 평화정책에 반대하였고 이들은 가톨릭교도들과 동맹을 맺었다.
이러한 문제와 동시에 황제위 계승 문제도 발생하였다. 1611년 마티아스는 그의 사촌이자 외지(外地) 오스트리아 대공 페르디난트 2세의 딸인 안나와 결혼하였으나 이 사이에는 자손이 없었고, 마티아스가 이미 늙어 더 이상 아이를 기대하기 힘든 상황이었다. 클레즐은 종교적 문제가 정리되기 전에는 계승 문제를 논하기는 힘들다는 입장이었으나 합스부르크 왕가에서는 계승 문제가 빠르게 처리되기를 바랐다. 여기에 클레브와 윌리히 대공위 계승에 대한 갈등 문제가 전쟁의 위기로까지 치닫게 되었고, 쾰른과 엑스라샤펠에서의 제국의 영향력이 약화된데다가 보헤미아인들이 또 다시 반란을 일으키려고 하고 있었다.
합스부르크 왕가는 슈타이어마르크 대공 페르디난트가 황제위의 계승자가 되어야 한다고 보고 페르디난트를 1617년 6월 보헤미아의 군주로 선출시켰으나 이미 국가의 불안정함은 상당한 수준에 도달해 있었다. 막시밀리안 대공과 페르디난트 대공은 결국 클레즐을 투옥하기에 이르렀다.
보헤미아에서의 문제는 1618년 프라하에서 일어난 제2차 프라하 창밖 투척사건을 촉발시키는 계기가 되었다. 이 사건은 30년 전쟁의 도화선이 되었고, 이와 동시에 페르디난트는 헝가리의 왕위에 올랐다. 마티아스는 1619년 3월 20일 빈에서 사망하였다.

## 참고 자료
- 본 문서에는 현재 퍼블릭 도메인에 속한 브리태니커 백과사전 제11판의 내용을 기초로 작성된 내용이 포함되어 있습니다.